# Caecum glabrum
Caecum glabrum là một loài ốc biển nhỏ, là động vật thân mềm chân bụng sống ở biển trong họ Caecidae.

## Hình ảnh

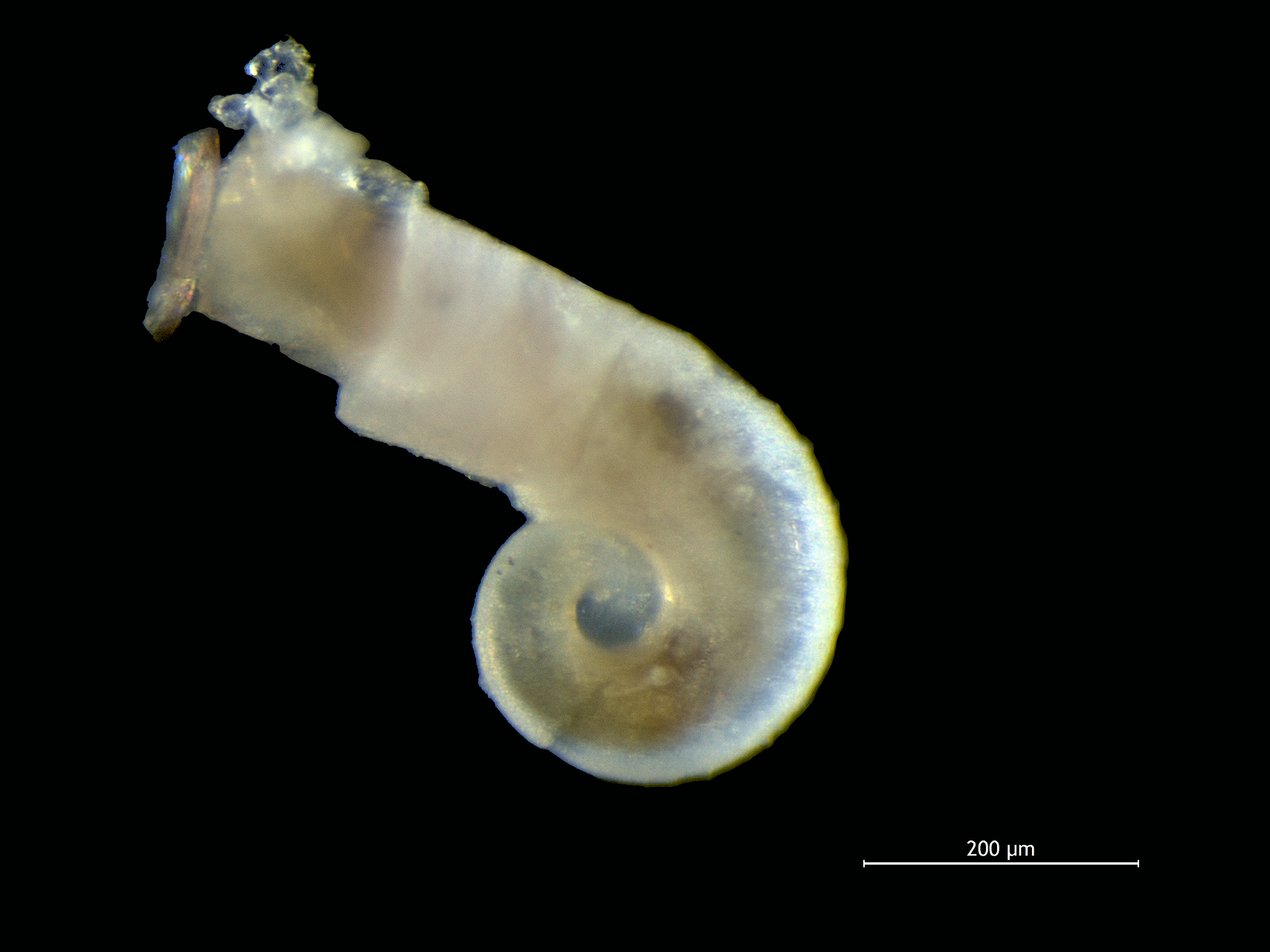
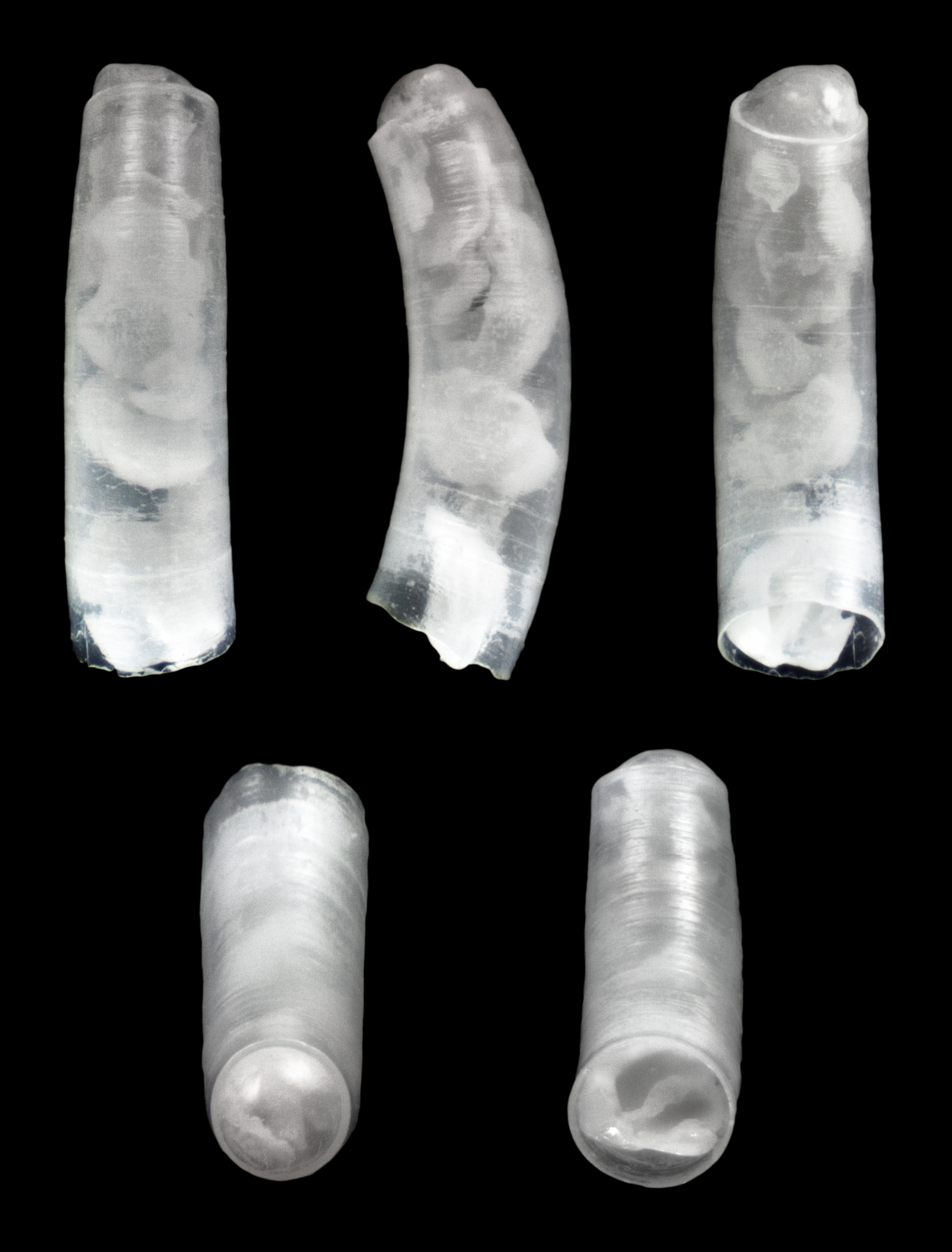
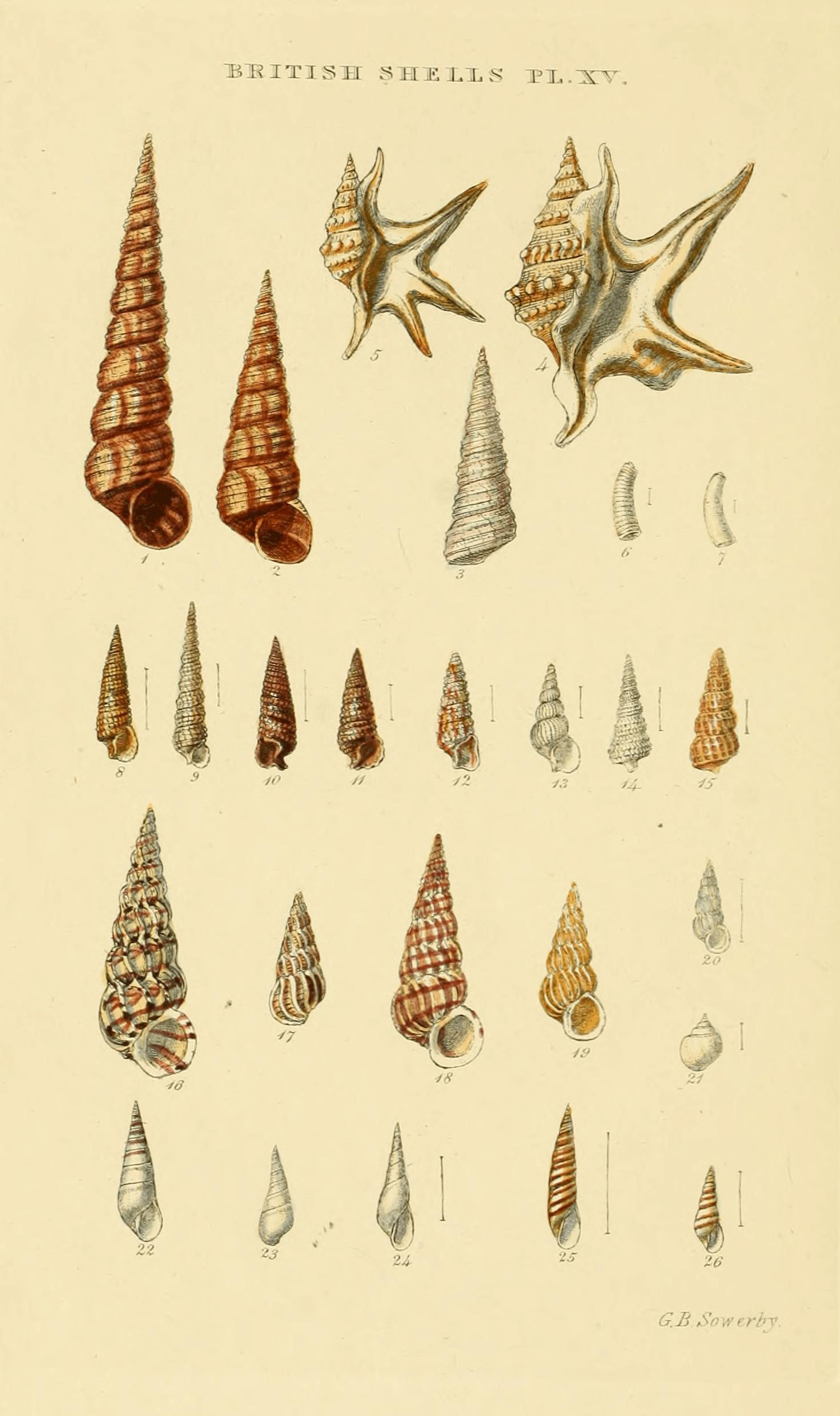